# إخفاء البيانات
إخفاء البيانات هو التكنولوجيا لتضمين معلومات سرية في البيانات الرقمية بحيث لا يمكن أن ينظر إليها بالعين المجردة أو مسموع.
أصبحت تقنيات المعلومات يختبئ مؤخرا مهمة في عدد من مجالات التطبيق. الصوت الرقمي، والفيديو، والصور هي مفروشة بشكل متزايد مع علامات فارقة ولكن غير محسوس، والتي قد تحتوي على إشعار حقوق النشر مخفي أو رقم تسلسلي أو حتى تساعد على منع النسخ غير المصرح به مباشرة [50].ومتطلبات النظام إخفاء المعلومات ينبغي أن يكون تقنيات إخفاء البيانات قادرة على دمج البيانات في إشارة المضيف مع القيود والميزات [50] التالية:
1. يجب أن يكون غير تدهورت إشارة المضيف وينبغي أن تكون البيانات جزءا لا يتجزأ من ادراكه الحد الأدنى.
2. يجب أن تكون البيانات جزءا لا يتجزأ من المناعة للتعديل بدءا من محاولات متعمدة وذكية في إزالة للتلاعب المتوقع، على سبيل المثال، ضجيج قناة، والترشيح، تشبه، والترميز، وضغط الضياع والطباعة والمسح الضوئي، الرقمية إلى تناظرية (نظام رقمي /Analog) التحويل، والتناظرية إلى الرقمية (A / D) التحويل.
3. يجب أن يكون ترميز البيانات جزءا لا يتجزأ مباشرة في وسائل الإعلام، وليس في رأس أو إزار، بحيث تبقى البيانات سليمة عبر صيغ الملفات بيانات متفاوتة.
ويمكن استخدام
4. خطأ التصحيح الترميز لضمان سلامة البيانات. فلا مناص من أن يكون هناك بعض التدهور إلى البيانات المضمنة عندما يتم تعديل إشارة المضيف.
5. الترميز غير المتكافئة من البيانات جزءا لا يتجزأ من أمر مرغوب فيه، لأن الغرض من إخفاء البيانات هو الحفاظ على البيانات في إشارة المضيف، ولكن ليس بالضرورة لجعل البيانات يصعب الوصول إليها.
6. يجب أن تكون البيانات جزءا لا يتجزأ من قطع مسافة السباق الذاتي أو تعسفا إعادة الوافد. وهذا يضمن أن البيانات جزءا لا يتجزأ من يمكن استردادها عندما تكون سوى الفتات من إشارة المضيف المتاحة، على سبيل المثال، إذا تم استخراج الصوت من لدغة مقابلة، جزءا لا يتجزأ من البيانات في هذا الجزء الصوت يمكن استردادها. هذه الميزة أيضا يسهل فك التلقائي للبيانات مخفية، حيث لا يوجد للإشارة إلى إشارة المضيف الأصلي (هذه الميزة الحيوية في بالماء).